# Faema (Radsportteam 1955–1962)

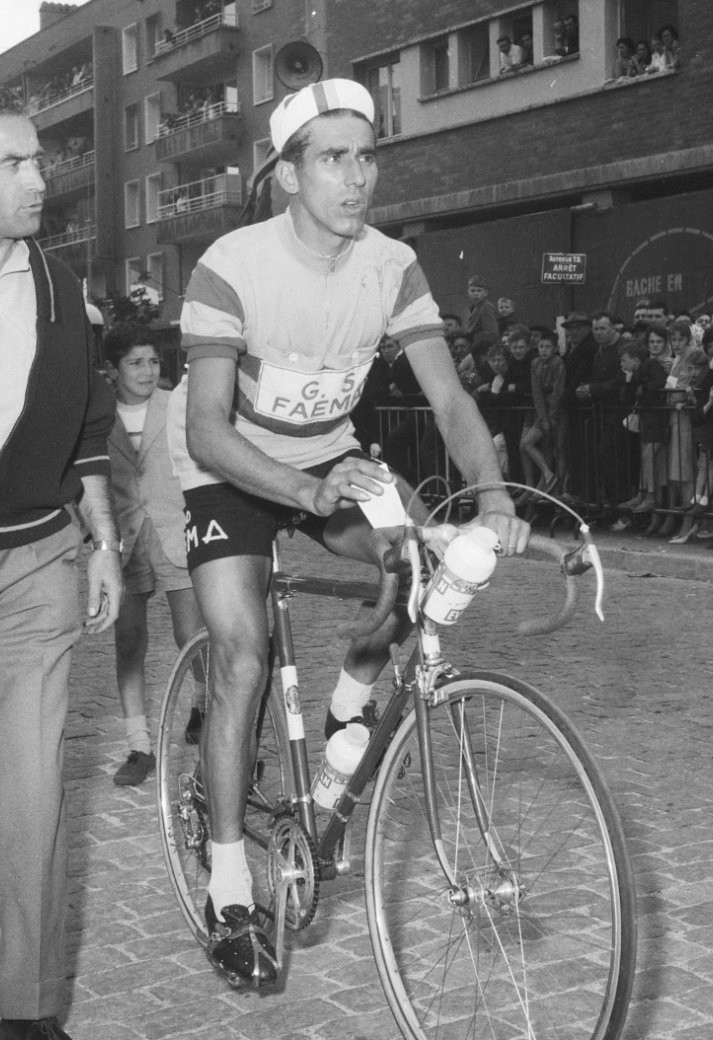
Federico Bahamontes bei der Tour de France 1960

Faema oder Faema-Guerra war ein ursprünglich italienisches Radsportteam, das von 1955 bis 1962 bestand.

## Geschichte
Das Team wurde 1955 unter der Leitung von Learco Guerra gegründet. Ein Großteil der Fahrer kam von dem Team Guerra-Ursus. Hauptsponsor war die Fabbrica Apparecchiature Elettromeccaniche e Affini ein italienischer Hersteller von Espressomaschinen. 1959 nahmen zwei Teams von Faema, Faema Bélgica und Faema-España, an der Vuelta a España teil. 1961 nahmen zwei Teams von Faema, EMI und Faema, am Giro d’Italia teil. 1961 wechselten einige Fahrer zum Team Flandria-Faema-Clement, wo Faema als Co-Sponsor auftrat. 1962 fuhr das Team mit spanischer Lizenz. Am Ende der Saison 1962 wurde das Team aufgelöst.

## Erfolge (Auswahl)
1955
- Gesamtwertung, zwei Etappen und  Bergwertung Tour de Suisse
- Meisterschaft von Zürich
- Giro del Ticino
- eine Etappe Tour de l’Ouest
- Schweizer Meister – Strassenrennen

1956
- Gesamtwertung, sieben Etappen und Bergwertung „Trofeo Dolomiti“ Giro d’Italia
- Gesamtwertung und vier Etappen Niederlande-Rundfahrt
- Gesamtwertung und zwei Etappen Luxemburg-Rundfahrt
- drei Etappen Tour de Suisse
- zwei Etappen Paris-Nizza
- eine Etappe Tour de Romandie
- eine Etappe Valencia-Rundfahrt

1957
- zwei Etappen Giro d’Italia
- Lüttich–Bastogne–Lüttich
- Gesamtwertung und fünf Etappen Niederlande-Rundfahrt
- Gesamtwertung und drei Etappen Valencia-Rundfahrt
- Gran Piemonte
- Gent–Wevelgem
- Scheldeprijs
- Schaal Sels Merksem
- Tre Valli Varesine
- Coppa Bernocchi
- Trofeo Matteotti
- Tour du Nord-Quest
- eine Etappe Luxemburg-Rundfahrt
- eine Etappe Vuelta a La Rioja
- Luxemburgischer Meister – Strassenrennen

1958
- vier Etappen Giro d’Italia
- Mailand–Sanremo
- Paris–Roubaix
- Paris–Tours
- Kuurne–Brüssel–Kuurne
- Coppa Bernocchi
- Paris-Brüssel
- Subida a Arrate
- Gesamtwertung und acht Etappen Valencia-Rundfahrt
- zwei Etappen Giro di Sardegna
- eine Etappe Niederlande-Rundfahrt
- eine Etappe Luxemburg-Rundfahrt
- eine Etappe Belgien-Rundfahrt
- Belgischer Meister – Strassenrennen
- Spanischer Meister – Straßenrennen

1959
- vier Etappen und Bergwertung Giro d’Italia
- fünf Etappen und  Punktewertung Vuelta a España
- Flandern-Rundfahrt
- Lombardei-Rundfahrt
- Gesamtwertung, zwei Etappen und  Bergwertung Tour de Suisse
- Gesamtwertung und acht Etappen Katalonien-Rundfahrt
- Gesamtwertung und vier Etappen Valencia-Rundfahrt
- Gesamtwertung und drei Etappen Giro di Sardegna
- Gesamtwertung Andalusien-Rundfahrt
- Paris–Tours
- La Flèche Wallonne
- GP Alghero
- Eibarko Bizikleta
- Deutscher Meister – Straßenrennen

1960
- vier Etappen und Bergwertung Giro d’Italia
- vier Etappen Vuelta a España
- Weltmeister – Straßenrennen
- Gesamtwertung und zwei Etappen Paris-Nizza
- Gesamtwertung und vier Etappen Valencia-Rundfahrt
- Gesamtwertung und zwei Etappen Barcelona-Madrid
- zwei Etappen Giro di Sardegna
- Spanischer Meister – Straßenrennen

1961
- acht Etappen und Mannschaftswertung Giro d’Italia
- Gesamtwertung, vier Etappen und  Punktewertung, Mannschaftswertung Vuelta a España
- Weltmeister – Straßenrennen
- Paris–Roubaix
- Lüttich–Bastogne–Lüttich
- Critérium des As
- Subida a Arrate
- Schaal Sels Merksem
- Gesamtwertung und eine Etappe Valencia-Rundfahrt
- Gesamtwertung und vier Etappen Belgien-Rundfahrt
- Gesamtwertung und drei Etappen Deutschland-Rundfahrt
- Gesamtwertung und zwei Etappen Madrid-Barcelona
- drei Etappen Niederlande-Rundfahrt
- drei Etappen Paris–Nizza

1962
- eine Etappe Vuelta a España
- Gesamtwertung und eine Etappe Tour de l’Avenir
- drei Etappen Katalonien-Rundfahrt
- eine Etappe Critérium du Dauphiné
- Subida Urkiola

## Grand-Tour-Platzierungen
| Grand Tour            | 1955  | 1956  | 1957  | 1958  | 1959  | 1960  | 1961  | 1962  |
| --------------------- | ----- | ----- | ----- | ----- | ----- | ----- | ----- | ----- |
| Vuelta a EspañaVuelta | [ 5 ] | [ 5 ] | [ 5 ] | [ 5 ] | 3     | 6     | 1     | 18    |
| Giro d’ItaliaGiro     | 10    | 1     | 4     | 3     | 4     | 11    | 7     | –     |
| Tour de FranceTour    | [ 6 ] | [ 6 ] | [ 6 ] | [ 6 ] | [ 6 ] | [ 6 ] | [ 6 ] | [ 6 ] |

## Monumente-des-Radsports-Platzierungen
| Monument                 | 1955 | 1956 | 1957 | 1958 | 1959 | 1960 | 1961 | 1962 |
| ------------------------ | ---- | ---- | ---- | ---- | ---- | ---- | ---- | ---- |
| Mailand–Sanremo          | –    | 4    | 17   | 1    | 11   | 6    | 2    | –    |
| Flandern-Rundfahrt       | 2    | 6    | 3    | 13   | 1    | 3    | 31   | –    |
| Paris–Roubaix            | 7    | 7    | 3    | 1    | 4    | 10   | 1    | –    |
| Lüttich–Bastogne–Lüttich | –    | 5    | 1    | 7    | 9    | 4    | 1    | –    |
| Lombardei-Rundfahrt      | 11   | 6    | –    | 4    | 1    | 11   | –    | –    |

## Bekannte Fahrer
- Hugo Koblet (1955+1957)
- Charly Gaul (1956–1958)
- Rik Van Looy (1956–1961)
- Federico Bahamontes (1956+1958+1960)
- Hennes Junkermann (1959)
- Friedhelm Fischerkeller (1959)
- Angelino Soler (1960–1961)
- Antonio Suárez (1960–1961)